# Błękitna Flaga

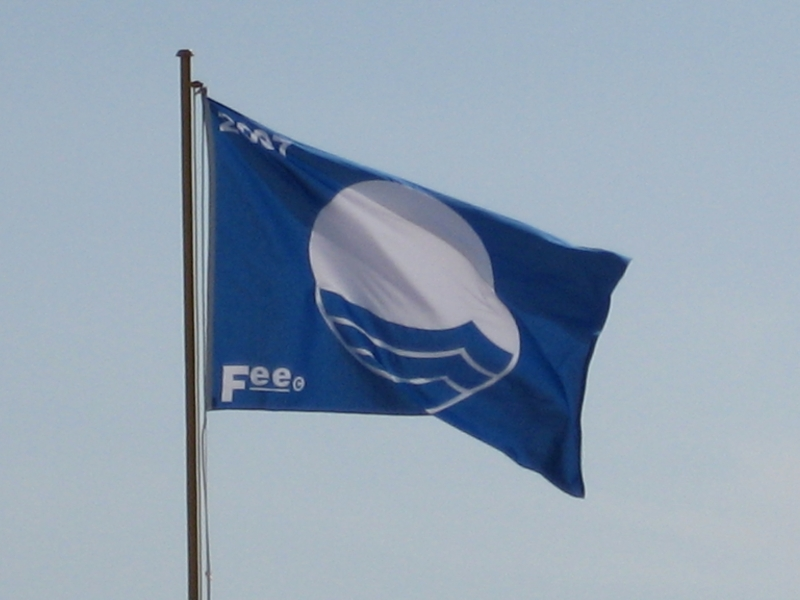
Błękitna Flaga

Błękitna Flaga – nazwa programu wdrażanego przez organizację pozarządową – Fundację na rzecz Edukacji Ekologicznej (Foundation for Environmental Education – FEE) z siedzibą w Danii, zrzeszającej narodowe organizacje, pełniące funkcję koordynatorów programu.
Celem programu jest promocja ochrony środowiska w miejscowościach nadmorskich, kąpieliskach i przystaniach jachtowych. Ośrodki spełniające założenia programu uzyskują prawo do używania znaku błękitnej flagi. 
Program Błękitnej Flagi wystartował w 1987 r. w Europie z zamiarem zachęcenia zarządców kąpielisk do spełnienia założeń dyrektywy Rady Europejskiej dotyczącej jakości wody w kąpieliskach (Dyrektywa Rady 76/160/EEC z dnia 8 grudnia 1975 r.). Pomysł programu powstał we Francji w 1985 r., gdzie właśnie pierwsze nadmorskie gminy zostały nagrodzone Błękitną Flagą po uwzględnieniu kryteriów oczyszczania ścieków i jakości wody w kąpieliskach.

## Błękitna Flaga w Polsce
| Rok  | Miejscowość (kąpielisko) | Liczba przyznanych flag |
| ---- | --- | ----------------------- |
| 2022 | Borówno (j. Borówno), Dąbki (kąpielisko Dąbki Zachodnie), Darłówko (kąpielisko Darłówko Zachodnie), Dziwnów, Dziwnówek, Dźwirzyno, Gdańsk (kąpieliska: Orle; Sobieszewo; Stogi; Świbno), Grzybowo, Kąty Rybackie, Kołobrzeg (kąpielisko Kołobrzeg Zachód „Plaża TRM”; kąpielisko Kołobrzeg Wschód „Bałtyk”; kąpielisko Kołobrzeg Wschód Kamienny Szaniec), Lubczyna, Mielno (kąpielisko Mielno 216), Międzywodzie, Międzyzdroje (kąpielisko Zachód w Międzyzdrojach), Niechorze, Pobierowo, Pogorzelica, Pustkowo, Rewal, Sopot (kąpielisko Koliba), Stepnica, Sztutowo, Świnoujście (Uznam; Warszów), Trzęsacz, Ustka (Plaża Wschodnia), Zieleniewo (j. Miedwie) | 32                      |
| 2020 | Dąbki (kąpielisko Dąbki Zachodnie), Darłówko, Dziwnów, Dziwnówek, Dźwirzyno, Gdańsk (kąpielisko Klipper Jelitkowo, kąpielisko Gdańsk Świbno, kąpielisko Orle; kąpielisko Sobieszewo; kąpielisko Stogi), Grzybowo, Kobylanka (kąpielisko w Zieleniewie), Kołobrzeg (kąpielisko Kołobrzeg Zachód „Plaża TRM”, kąpielisko Kołobrzeg Wschód „Bałtyk”), Mielno (kąpielisko Mielno 216), Międzywodzie, Międzyzdroje (kąpielisko Zachód w Międzyzdrojach), Pobierowo, Pustkowo, Sopot (kąpielisko Koliba), Stepnica, Świnoujście (Uznam, Warszów), Trzęsacz, Ustka (Plaża Wschodnia)                                                                                     | 25                      |
| 2019 | Dąbki (kąpielisko Dąbki Zachodnie), Darłówko, Dziwnów, Dziwnówek, Dźwirzyno, Gdańsk (kąpielisko Orle; kąpielisko Sobieszewo; kąpielisko Stogi), Gdynia (kąpielisko Śródmieście), Grzybowo, Jastrzębia Góra, Kobylanka (kąpielisko w Zieleniewie), Międzywodzie, Pobierowo, Pustkowo, Sopot (kąpielisko Koliba), Stepnica, Świnoujście (Uznam), Trzęsacz, Ustka (Plaża Wschodnia), Władysławowo | 21                      |
| 2018 | Dziwnów, Dziwnówek, Dźwirzyno, Gdańsk (kąpielisko Molo Brzeźno; kąpielisko Dom Zdrojowy Brzeźno; kąpielisko Jelitkowo; kąpielisko Orle; kąpielisko Sobieszewo; kąpielisko Stogi), Gdynia (kąpielisko Śródmieście), Grzybowo, Jastrzębia Góra, Kobylanka (kąpielisko w Zieleniewie), Międzywodzie, Międzyzdroje, Mielno (Łazy), Pustkowo, Sopot (kąpielisko Koliba), Stepnica, Świnoujście (Uznam), Trzęsacz, Ustka (Plaża Wschodnia), Władysławowo | 23                      |
| 2017 | Darłowo, Dziwnów, Dziwnówek, Dźwirzyno (kąpielisko Grzybowo), Gdańsk (kąpielisko Molo Brzeźno; kąpielisko Dom Zdrojowy Brzeźno; kąpielisko Jelitkowo; kąpielisko Orle; kąpielisko Sobieszewo; kąpielisko Stogi), Gdynia (kąpielisko Śródmieście), Jastrzębia Góra, Lubczyna, Kołobrzeg (Plaża Centralna, Plaża Zachodnia), Międzywodzie, Międzyzdroje, Mielno, Mrzeżyno, Niechorze, Pobierowo, Pogorzelica, Pustkowo, Rewal, Sopot (kąpielisko Koliba), Stepnica, Świnoujście (Uznam), Trzęsacz, Ustka (Plaża Wschodnia), Ustronie Morskie, Władysławowo | 31                      |
| 2013 | Dziwnów, Dziwnówek, Dźwirzyno (kąpielisko Grzybowo), Gdańsk (kąpielisko Molo Brzeźno; kąpielisko Jelitkowo; kąpielisko Sobieszewo; kąpielisko Stogi), Gdynia (kąpielisko Śródmieście), Lubczyna, Kobylanka, Kołobrzeg (Plaża Centralna, Plaża Zachodnia), Międzywodzie, Międzyzdroje, Moryń, Mrzeżyno, Niechorze, Pobierowo, Pogorzelica, Postomino, Pustkowo, Rewal, Sopot (kąpielisko Koliba), Stepnica, Świnoujście (Uznam), Trzęsacz, Ustka (Plaża Wschodnia), Ustronie Morskie | 28                      |
| 2012 | Gdańsk (kąpielisko Molo Brzeźno; kąpielisko Jelitkowo; kąpielisko Stogi), Jarosławiec, Kołobrzeg (Plaża Centralna, Plaża Zachodnia), Krynica Morska, Międzyzdroje, Mrzeżyno, Niechorze, Pobierowo, Pogorzelica, Postomino, Pustkowo, Rewal, Sopot (kąpielisko Koliba), Stepnica, Świnoujście (Uznam), Trzęsacz, Ustka (Plaża Wschodnia), Ustronie Morskie, Zieleniewo | 21                      |
| 2011 | Gdańsk (kąpielisko Stogi, kąpielisko Molo Brzeźno), Kołobrzeg (kąpielisko Plaża Centralna), Mrzeżyno, Pobierowo, Pogorzelica, Pustkowo, Trzęsacz, Sopot (kąpielisko Koliba), Świnoujście (kąpielisko Centrum Uznam), Ustka (kąpielisko Plaża Wschodnia), Ustronie Morskie (kąpielisko Nadbrzeżna) | 12                      |
| 2010 | Gdańsk (kąpielisko Stogi), Kołobrzeg (kąpielisko Plaża Centralna), Mrzeżyno, Pobierowo, Pogorzelica, Pustkowo, Trzęsacz, Sopot (kąpielisko Koliba), Świnoujście (kąpielisko Centrum Uznam), Ustronie Morskie (kąpielisko Nadbrzeżna) | 10                      |
| 2009 | Kołobrzeg (kąpielisko Plaża Zachodnia), Mrzeżyno, Pobierowo, Pogorzelica, Świnoujście | 5                       |
| 2008 | Pobierowo, Pogorzelica, Świnoujście | 3                       |
| 2007 | Kąty Rybackie, Krynica Morska (Bulwar Słoneczny), Mrzeżyno, Pobierowo, Pogorzelica, Sztutowo, Świnoujście, Ustronie Morskie | 8                       |
| 2006 | Kąty Rybackie, Krynica Morska (Bulwar Słoneczny), Mrzeżyno, Pobierowo, Pogorzelica, Sztutowo, Świnoujście (Uznam), Ustronie Morskie | 8                       |
| 2005 | Gdynia (Śródmieście), Mrzeżyno, Pobierowo, Sopot (plaża Grand Hotel) | 4                       |

| Rok  | Miejscowość, marina | Liczba przyznanych flag |
| ---- | --- | ----------------------- |
| 2022 | Gdańsk (Marina Gdańsk; Przystań Żeglarska Tamka; Marina Sienna Grobla; Marina Żabi Kruk, Przystań Nadwiślańska), Kołobrzeg (Marina Solna), Świnoujście (przystań Basen Północny), Międzyzdroje (Marina Wapnica), Sopot (Marina Yacht Park) | 9                       |
| 2020 | Gdańsk (Marina Gdańsk; Przystań Żeglarska Tamka; Marina Sienna Grobla; Marina Żabi Kruk), Marina Solna Kołobrzeg, Basen Płn. Świnoujście, Wapnica                                                                                          | 7                       |
| 2019 | Marina Port Darłowo Darłowo, Gdańsk (Marina Gdańsk; Przystań Żeglarska Tamka; Marina Sienna Grobla; Marina Żabi Kruk), Gdynia, Marina Solna Kołobrzeg, Camping „Marina PTTK” Szczecin, Basen Płn. Świnoujście, Wapnica                     | 10                      |
| 2018 | Marina Port Darłowo Darłowo, Gdańsk (Marina Gdańsk; Przystań Żeglarska Tamka; Marina Sienna Grobla; Marina Żabi Kruk), Gdynia, Marina Solna Kołobrzeg, Camping „Marina PTTK” Szczecin, Basen Płn. Świnoujście, Wapnica                     | 10                      |
| 2017 | Marina Gdańsk (Marina Gdańsk; Przystań Żeglarska Tamka; Marina Sienna Grobla; Marina Żabi Kruk), Gdynia, Camping „Marina PTTK” Szczecin, Basen Płn. Świnoujście, Wapnica                                                                   | 8                       |
| 2013 | Marina Gdańsk, Gdynia, Kołobrzeg, Sopot, Camping „Marina PTTK” Szczecin, Basen Płn. Świnoujście | 6                       |
| 2012 | Marina Gdańsk, Gdynia, Sopot, Camping „Marina PTTK” Szczecin, Basen Płn. Świnoujście | 5                       |
| 2011 | Marina Gdańsk, Gdynia, Szczecin (Camping „Marina PTTK”), Basen Północny Świnoujście (Przystań Jachtowa – Basen Północny) | 4                       |
| 2010 | Marina Gdańsk, Gdynia, Szczecin (Camping „Marina PTTK”), Świnoujście (Przystań Jachtowa – Basen Północny) | 4                       |
| 2009 | Marina Gdańsk, Gdynia, Szczecin (Camping „Marina PTTK”), Świnoujście (Przystań Jachtowa – Basen Północny) | 4                       |
| 2007 | Marina Gdańsk, Gdynia, Kamień Pomorski (Przystań Żeglarska MOKiS), Marina Łeba, Szczecin | 5                       |
| 2006 | Marina Gdańsk, Gdynia, Kamień Pomorski (Przystań Żeglarska MOKiS), Marina Łeba, Szczecin | 5                       |
| 2005 | Marina Łeba | 1                       |

W skład Krajowego Jury Programu Błękitna Flaga w Polsce wchodzi 10 przedstawicieli następujących instytucji i organizacji:
- Ministerstwo Gospodarki, Departament Turystyki
- Ministerstwo Środowiska
- Państwowa Inspekcja Sanitarna
- Inspekcja Ochrony Środowiska
- Polska Organizacja Turystyczna
- Polski Związek Żeglarski
- Polski Klub Ekologiczny
- Wodne Ochotnicze Pogotowie Ratunkowe
- Związek Miast i Gmin Morskich
- Fundacja Ecobaltic

Obecnie funkcję koordynatora krajowego pełni Fundacja dla Edukacji Ekologicznej (www.fdee.org).